# Dicen que soy mujeriego
Dicen que soy mujeriego es una película de comedia y drama mexicana de 1949, dirigida por Roberto Rodríguez y protagonizada por Pedro Infante, Sara García, Silvia Derbez, Amalia Aguilar y María Eugenia Llamas.

## Argumento
Pedro Dosamantes (Infante) es el nieto de doña Rosa García de Dosamantes (García), una ranchera prominente. Ella ama profundamente a Pedro, pero está constantemente intentando que se comporte, sin éxito. Mientras que Pedro es siempre popular entre las damas, él tiene su ojo en Flor (Derbez), la sobrina de un ranchero vecino. Flor coquetea con él, y esto pronto pone a Pedro en contra del presidente municipal, Pablo (Rodolfo Landa). Pablo engaña a la huérfana Tucita (Llamas) para creer que es la hija de Pedro como una forma de arruinar las oportunidades de Pedro con Flor. Todo el mundo se apresura a creer que Pedro es el padre de Tucita. Poco después Pedro se da cuenta de la verdad, pelea contra Pablo y se gana el corazón de Flor. Al final de la película Pedro y Flor se casan.

## Reparto
- Pedro Infante: Pedro Dosamantes
- Sara García: Rosa García de Dosamantes
- Silvia Derbez: Flor
- Rodolfo Landa: Pablo Valdez
- Fernando Soto: Bartolo
- Arturo Soto Rangel: Señor cura
- Salvador Quiroz: Doctor
- Hernán Vera: Cantinero
- María Eugenia Llamas: Tucita
- Amalia Aguilar: Luciérnaga
- Ángel Infante (sin acreditar): el hombre de la cantina